# Arrowwood
Arrowwood es un pueblo canadiense situado en la provincia de Alberta.

## Superficie
Arrowwood tiene una superficie de 0,75 km².

## Demografía
En 2021, tenía 188 habitantes, una densidad poblacional de 250,8 hab./km², y 78 viviendas.